# José María de Mena Álvarez
José María de Mena Álvarez (Villarcayo, província de Burgos, 1936) és un jurista espanyol, fill d'un fiscal i net d'un magistrat.

## Biografia
Llicenciat en dret, fou professor de dret penal a la Universitat de La Laguna i després a la Universitat de Barcelona. Entre 1964 i 1967 fou fiscal a Santa Cruz de Tenerife, on després de demanar penes de presó per a uns empresaris per causa de la mort de 14 treballadors en accident laboral fou traslladat forçosament a Barcelona. Poc després es va afiliar al PSUC, raó per la qual el 1972 fou desterrat a Lleida. El 1975 va tornar a Barcelona i es va donar de baixa del PSUC. Ha sigut un dels fundadors de l'associació Unió Progressista de Fiscals.
El 1984 es va fer càrrec, amb Carlos Jiménez Villarejo, de la querella contra Banca Catalana, que finalment fou arxivada. També participà en els casos Planasdemunt (1994), Bertran de Caralt, Casinos, Estevill o De la Rosa. El 1996 fou nomenat fiscal en cap de la Fiscalia del Tribunal Superior de Justícia de Catalunya en substitució de Carlos Jiménez Villarejo, càrrec que ocuparà fins a la seva jubilació el 2006. Des del seu càrrec destacà per enfrontar-se al Fiscal General de l'Estat, Jesús Cardenal, en negar-se a repatriar als menors d'edat estrangers indocumentats i a denunciar les concentracions davant del Partit Popular la nit abans de les eleccions generals espanyoles de 2004. També va donar suport al jutge de l'Audiència Nacional Baltasar Garzón quan fou denunciat a causa de la investigació oberta sobre les fosses del franquisme.
Des d'aleshores ha passat a presidir l'Associació Catalana de Juristes Demòcrates (ACJD). El 2010 fou guardonat amb la Creu de Sant Jordi. Ha escrit el llibre De oficio, fiscal (2010).
L'octubre de 2012 signà, juntament amb un centenar de professionals, un manifest a favor del federalisme espanyol i en contra la independència de Catalunya i el 2015, un manifest de suport a Barcelona en Comú.